# Alexander Waske
Alexander Waske (* 31. březen 1975 v Frankfurtu, Německo) je současný německý profesionální tenista.
 Ve své dosavadní kariéře vyhrál zatím 4 turnaje ATP ve čtyřhře.

## Finálové účasti na turnajích ATP (7)

### Čtyřhra - výhry (4)
| Č. | Datum          | Turnaj               | Povrch  | Partner          | Soupeři ve finále                  | Výsledek        |
| 1. | 16. duben 2006 | Houston, USA         | antuka  | Michael Kohlmann | Julian Knowle Jürgen Melzer        | 5-7, 6-4, 10-5  |
| 2. | 7. květen 2006 | Mnichov, Německo     | antuka  | Andrei Pavel     | Alexander Peya Björn Phau          | 6-4, 6-2        |
| 3. | 4. únor 2007   | Záhřeb, Chorvatsko   | koberec | Michael Kohlmann | František Čermák Jaroslav Levinský | 7-65, 4-6, 10-5 |
| 4. | 29. duben 2007 | Barcelona, Španělsko | antuka  | Andrei Pavel     | Rafael Nadal Bartolome Salva-Vidal | 6-3, 7-61       |

### Čtyřhra - prohry (3)
| Č. | Datum          | Turnaj                | Povrch | Partner          | Soupeři ve finále           | Výsledek        |
| 1. | 1. květen 2005 | Mnichov, Německo      | antuka | Florian Mayer    | Mario Ančić Julian Knowle   | 6-3, 1-6, 6-3   |
| 2. | 30. duben 2006 | Casablanca, Maroko    | antuka | Michael Kohlmann | Julian Knowle Jürgen Melzer | 6-3, 6-4        |
| 3. | 25. únor 2007  | Rotterdam, Nizozemsko | tvrdý  | Andrei Pavel     | Martin Damm Leander Paes    | 6-3, 6-75, 10-7 |